# Мальованець
Мальованець (Rostratula) — рід сивкоподібних птахів родини мальованцевих (Rostratulidae).

## Поширення
Рід поширений в Африці, Південній та Південно-Східній Азії та Австралії. Мальованці трапляються на низинних болотах, невеликих водоймах тощо.

## Види
- Мальованець австралійський (Rostratula australis)
- Мальованець афро-азійський (Rostratula benghalensis)
- †Rostratula minator (пліоценові відкладення, ПАР)[2]